# Richard Todd
Pour les articles homonymes, voir Todd.
Richard Todd (nom complet Richard Andrew Palethorpe-Todd) est un acteur britannico-irlandais, né le 11 juin 1919 à Dublin (Irlande) et mort le 3 décembre 2009 à Little Humby (Angleterre).

## Biographie
Son père, Andrew William Palethorpe-Todd, était un officier de l'armée britannique et un joueur de rugby célèbre défendant les couleurs de l'Irlande. Très jeune, Richard quitta Dublin pour le Devon (Angleterre) pour entrer à l'école de Shrewsbury. Au début de sa carrière, il joua dans des théâtres régionaux avant de fonder sa propre compagnie en 1939.
Durant la Seconde Guerre mondiale, Richard Todd fut officier parachutiste dans la sixième division aéroportée britannique (division Pegasus). Il fut l'un des premiers officiers britanniques à se poser en Normandie au jour J, rejoignant le major John Howard au Pegasus Bridge. Il apparaît plus tard dans deux films dans lesquels cette scène est narrée : Au sixième jour (1956) et Le Jour le plus long (1962). Dans ce dernier film, il incarne John Howard.
Il fut marié deux fois : avec l'actrice Catherine Grant-Bogle (1949-1970, un fils, Peter, et une fille, Flora), et avec Virginia Mailer (1970-1992, deux fils, Seamus et Andrew). Seamus et Peter se suicident par arme à feu, le premier en 1997 à l'âge de vingt ans, le second en 2005 peu avant la mort de son père, en raison d'un mariage chancelant.

## Filmographie sélective
- 1949 : For Them that Trespass de Alberto Cavalcanti
- 1949 : Interrupted Journey de Daniel Birt
- 1949 : Le Dernier Voyage (The Hasty Heart) de Vincent Sherman : le caporal Lachlan « Lachie » MacLachlan
- 1950 : Le Grand Alibi (Stage Fright) d'Alfred Hitchcock : Jonathan Cooper
- 1950 : Portrait of Clare de Lance Comfort
- 1950 : Flesh and Blood de Anthony Kimmins
- 1951 : Lightning Strikes Twice de King Vidor : Richard Trevelyan
- 1952 : Robin des Bois et ses joyeux compagnons (The Story of Robin Hood and His Merrie Men) de Ken Annakin : Robin des Bois
- 1952 : Twenty Four Hours of a Woman's Life de Victor Saville
- 1952 : The Venitian Bird de Ralph Thomas
- 1953 : La Rose et l'Épée (The Sword and the Rose) de Ken Annakin : Charles Brandon
- 1953 : Échec au roi (Rob Roy, the Highland Rogue) de Harold French : Rob Roy MacGregor
- 1954 : Secret d' alcove de Henri Decoin et Jean Delannoy et Gianni Franciolini
- 1955 : Les Briseurs de barrages (The Dam Buster) de Michael Anderson : le commandant d'aviation Guy Gibson
- 1955 : Au service des hommes (A Man Called Peter) d'Henry Koster
- 1955 : Le Seigneur de l'aventure (The Virgin Queen) de Henry Koster : Sir Walter Raleigh
- 1956 : Marie-Antoinette reine de France de Jean Delannoy : Hans Axel de Fersen
- 1956 : Au sixième jour (D-Day the Sixth of June) de Henry Koster : le lieutenant-colonel John Wynter
- 1957 : Sainte Jeanne d'Otto Preminger : le bâtard Jean de Dunois
- 1957 : Commando sur le Yang-Tsé de Michael Anderson : le capitaine de corvette Kerans
- 1958 : Chase a Crooked Shadow de Michael Anderson
- 1958 : Tueurs à gages (Intend to kill) de Jack Cardiff
- 1958 : La Rivière des alligators (The Naked Earth) de Vincent Sherman : Danny Halloran
- 1959 : Le Mouchard (film, 1959) (Danger Within) de Don Chaffey
- 1960 : Never Let Go de John Guillermin
- 1961 : Le crime ne paie pas, film à sketches de Gérard Oury, épisode L'Homme de l'avenue : l'officier Roberts William
- 1961 : La Patrouille égarée (The Long ans the Short and the Tall) de Leslie Norman : le sergent Mitchem
- 1961 : Entrez chez moi sans frapper (en) (Don't Bother to Knock)
- 1961 : The Hellions de Ken Annakin
- 1962 : Le Jour le plus long de Ken Annakin : le major John Howard
- 1962 : The Boys de Siney J. Fury
- 1963 : The Very Edge de Cyril Frankel
- 1963 : Death Drums Along the River de Lawrence Huntington
- 1964 : Coast of Skeletons de Robert Lynn
- 1965 : Opération Crossbow de Michael Anderson : le commandant d'aviation Kendall
- 1965 : La Bataille de la villa Fiorita (The Battle of the villa Fiorita) de Delmer Daves : Darrel
- 1967 : Rue des hippies (The Love-Ins) d'Arthur Dreifuss : le docteur Jonathan Barnett
- 1967 : Subterfuge de Peter Graham Scott
- 1970 : Le Dépravé (Il dio chiamato Dorian) de Massimo Dallamano : Basil Hallward
- 1972 : Asylum, film à sketches de Roy Ward Baker, épisode Frozen Fear : Walter
- 1978 : Le Grand Sommeil (The Big Sleep) de Michael Winner : le commandant Barker
- 1982 : Doctor Who (Kinda) : Sanders
- 1983 : Le Manoir de la peur (House of the Long Shadows) de Pete Walker : Sam Allyson
- 1988 : Murder One de Graeme Campbell : le chasseur